# Geria hilaris
Geria hilaris là một loài bướm đêm trong họ Noctuidae.